# Iliza Shlesinger
Iliza Vie Shlesinger, née le 22 février 1983, est une humoriste, actrice et animatrice de télévision américaine. Elle a été la gagnante de l'édition 2008 de Last Comic Standing de NBC, puis a ensuite animé le jeu de séduction Excused en 2011 et le jeu télévisé TBS Separation Anxiety.
En 2017, Shlesinger anime son propre talk-show de fin de soirée intitulé Truth & Iliza sur Freeform. À partir de 2020, elle a publié cinq émissions sur Netflix. Son émission de sketches courts The Iliza Shlesinger Sketch Show a été créée sur Netflix en avril 2020.

## Jeunesse
Shlesinger naît à New York en février 1983, dans une famille juive. Elle est élevée à Dallas, au Texas,. Elle fréquente l'école privée Greenhill à Addison, au Texas, où elle étudie notamment l'espagnol et le chinois mandarin, tout en participant à l'équipe d'improvisation de l'école.
Shlesinger joue avec ComedySportz Dallas, puis étudie à l'Université du Kansas.

## Carrière

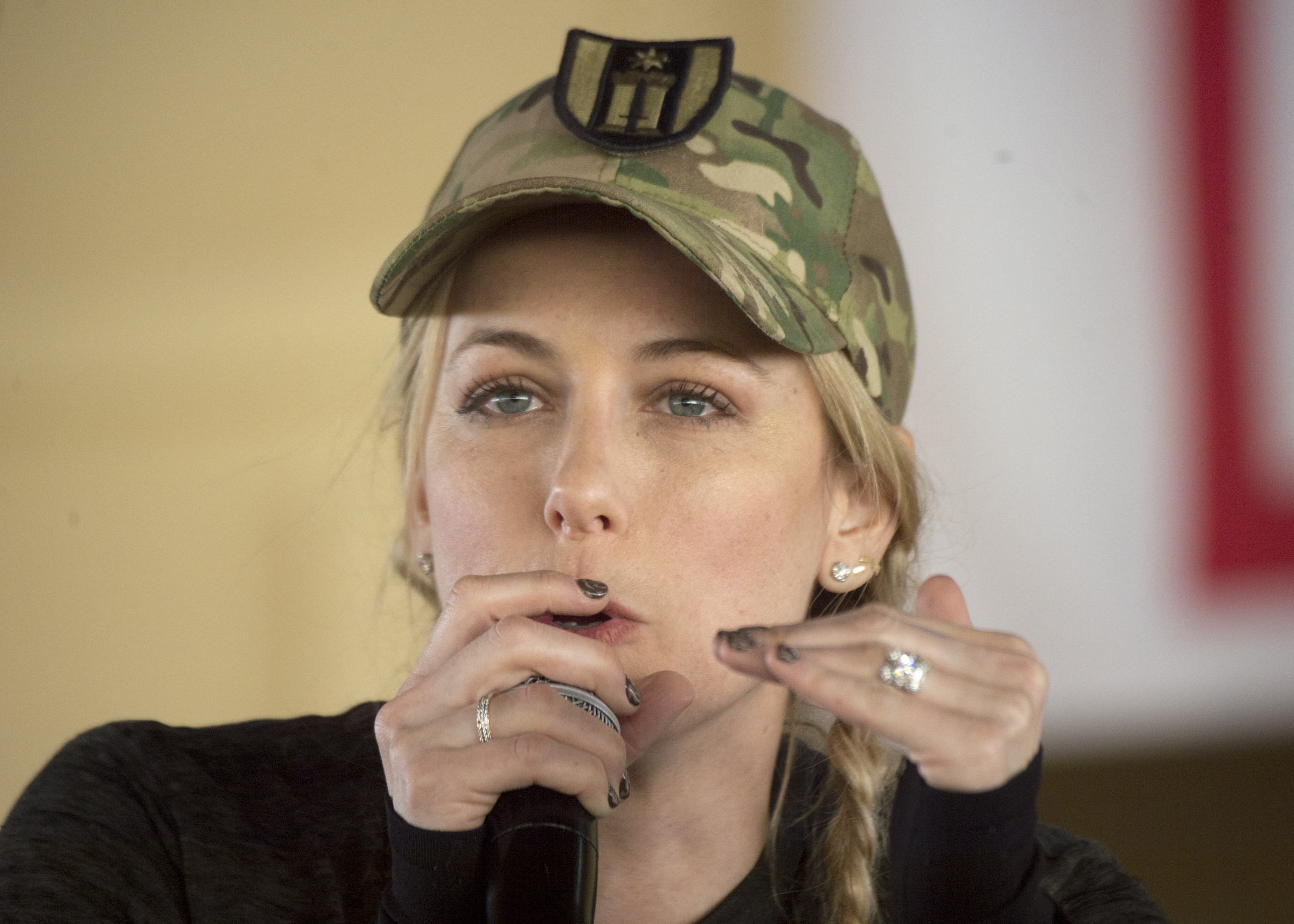
Shlesinger sur scène en 2017

Après avoir obtenu son diplôme universitaire, Shlesinger déménage à Los Angeles pour poursuivre une carrière d'humoriste de stand-up. Elle collabore notamment avec Whiteboy Comedy à Los Angeles ce qui la mène sur scène à The Improv à Hollywood.
En 2007, Shlesinger remporte le concours So You Think You're Funny de Myspace et est présentée comme la fille Myspace de la semaine du réseau G4.

## Vie privée
Le 12 mai 2018, Shlesinger épouse le chef Noah Galuten, lors d'une cérémonie juive à Los Angeles,.

## Œuvre

### Spéciaux comiques
- 2013 : Peinture de guerre
- 2015 : Gel à chaud
- 2016 : Victimes confirmées
- 2018 : Ancien millénaire
- 2019 : Dévoilé
- 2021 : Good and paper

### Séries
- 2017 : Girlboss : Véronique
- 2020 : Le spectacle de croquis d'Iliza Shlesinger : Divers rôles
- 2020 : Yankers à manivelle : SeMartin"
- 2020 : Robot Chicken : Dr Liz Wilson / Agent immobilier une reine de taille"
- 2023 : The Righteous Gemstone : Shay Simkins

### Film
- 2013 : Paradise : Carol
- 2018 : Apprentis Parents : October
- 2019 : Iliza Shlesinger: encore et encore (documentaire) : Elle-même
- 2020 : Spenser Confidential : Cissy
- 2020 : Pieces of a Woman : Anita Weiss
- 2020 : L'acte d'ouverture : Val
- 2021 : Le bon : Kelly
- 2021 : Hystérique : Elle-même
- 2021 : Good on Paper : Andrea Singer